# 劳陨击坑

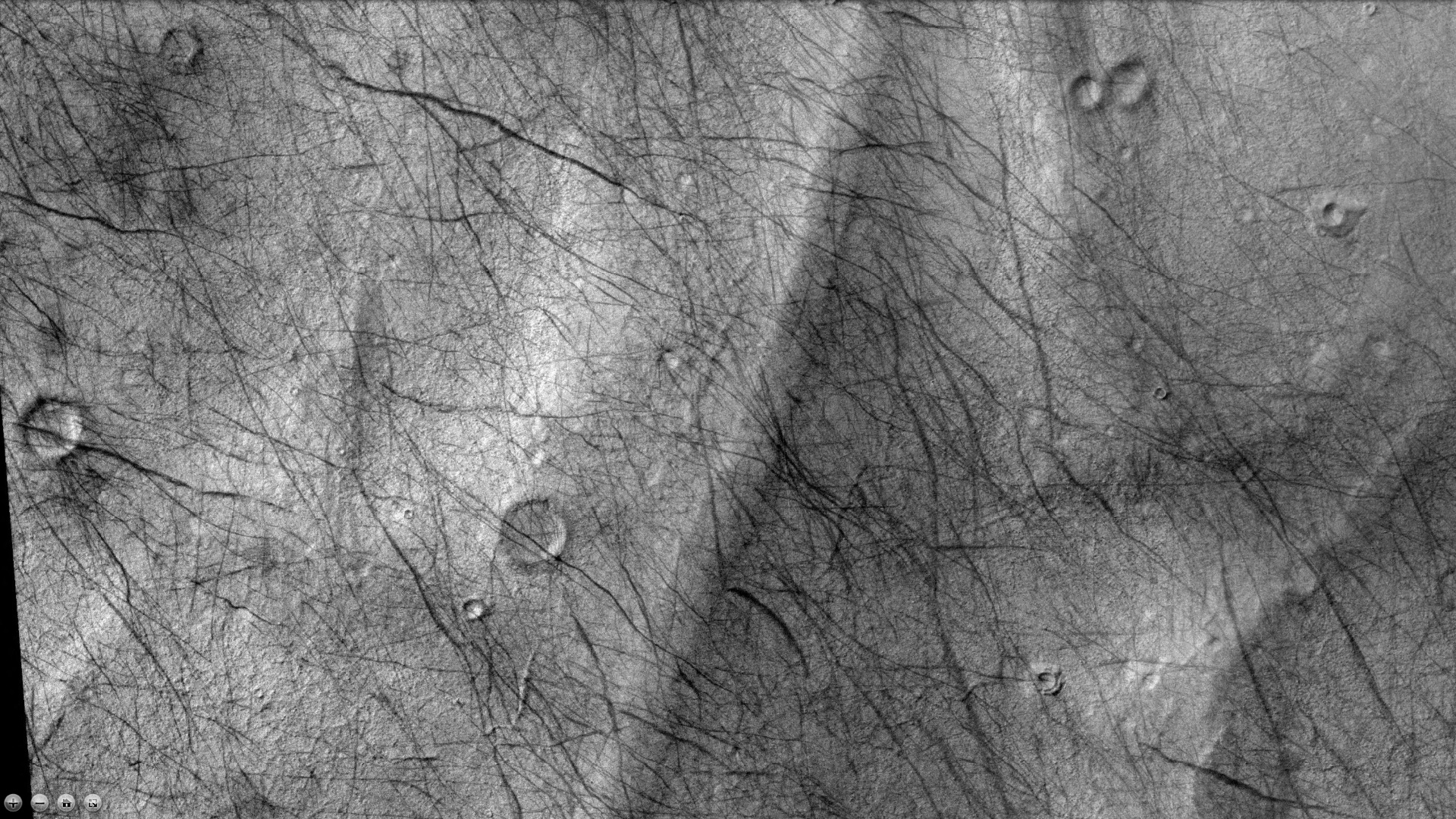
火星勘测轨道飞行器背景相机拍摄的劳陨击坑内蛇形丘特写，暗纹线是尘暴痕迹。注：这是前一幅劳陨击坑图像的放大版。

劳陨击坑(Lau)是火星南海区的一座撞击坑，其中心坐标位于南纬74.4度、西经107.8度，直径104.9公里，它的名称取自丹麦天文学家汉斯·阿米尔·劳，1973年被国际天文学联合会行星系统命名工作组批准接受.
在陨石坑底部观察到的弯曲山脊，被认为是冰川下流动的溪流所形成蛇形丘，这些蛇形丘表明，该地区曾被大片厚厚的冰层所覆盖，近景图像中的暗线纹是尘暴痕迹。

## 另请查看
- 火星撞击坑